# Acolastus pici
Acolastus pici es un insecto coleóptero de la familia Chrysomelidae.
Fue descrita científicamente por primera vez en 1985 por Lopatin.